# FNBP1L
FNBP1L‏ (Formin binding protein 1 like) هوَ بروتين يُشَفر بواسطة جين FNBP1L في الإنسان.